# Halanzy
Halanzy (gaumais : Halazi, luxembourgeois : Hueldang/Hoeldang, Holdingen puis Helsingen en allemand) est un village ainsi qu'une section de la ville belge d'Aubange située dans la province de Luxembourg et plus particulièrement en Lorraine belge
Elle fait partie de la Gaume, sous-région où la langue vernaculaire traditionnelle est le lorrain roman appelé localement "gaumais". Halanzy se trouve d'ailleurs à la limite linguistique entre la Gaume et le Pays d'Arlon (à l'est) où la langue historique est le luxembourgeois. Cependant, avec la loi sur l'obligation scolaire de 1914, le français monte en puissance comme lingua franca et ces patois régressent, au point d'être menacés d'extinction dans la région à la fin du XXe siècle.
Halanzy était une commune à part entière avant la fusion des communes de 1977. Elle connut un fort développement économique et démographique entre les XIXe et XXe siècles grâce à sa mine de fer, à laquelle vint s'adjoindre une usine sidérurgique. La crise de la sidérurgie dans le bassin lorrain mettra un terme à cet âge d'or dans les années 1970, la région rebondira ensuite, dans le sillage du redéploiement économique du Grand Duché de Luxembourg.
Au 31 décembre 2012, la population totale du village est de 2 809 habitants (1 408 hommes et 1 401 femmes).

## Toponymie
La question de l'étymologie du nom Halanzy n'est pas tranchée, faute d'éléments écrits indiscutables. Comme pour beaucoup de localités, il a certainement évolué au cours du temps, et les motivations initiales se sont perdues. 
Une piste se rapporte au toponyme Hattincourt qui était encore utilisé à la fin du XIXe siècle pour désigner le centre historique du village.
Une autre évoque une origine éventuelle dans les mots gaulois Hall (lieu ou se rend la justice) et Ant (vallon).
Une légende locale, relayée par l'instituteur Grégoire en 1877, donne au nom moderne une signification liée à une source ferrugineuse qui était réputée dans la région pour ses bienfaits curatifs. Selon celle-ci, Halanzy serait alors issu du gaumais "allans-y" (allons-y).
On peut également s'interroger s'il existe un lien entre la version latine et la version germanique du toponyme, ou si ce dernier peut faire référence à une étymologie spécifique. Dans Holdingen, Hol renverrait alors vers une cavité (qui serait à la source du ruisseau de l'Aubée, évoquée également ci-dessus) alors que le suffixe -ingen (ayant donné -ange dans la version romanisée) fais simplement référence à une maison. Autre piste : Holda est une divinité germanique dont pourrait avoir découlé Holdingen. 

## Démographie
Le graphique suivant représente l'évolution du nombre d'habitants uniquement dans le village d'Halanzy depuis le premier recensement de la « nouvelle » commune d'Aubange, ayant intégré celle d'Halanzy, soit en 1978:
On remarque sur ce graphique la chute de la population à partir de la fin des années 1970. Elle s'explique par le début de la crise de la sidérurgie dans le bassin lorrain, qui toucha durement Halanzy et ses environs. En effet l'usine de Musson du fermer ses portes en 1967 suivie par celle d'Athus en 1977. Cela entraina la fuite de bon nombre de travailleurs résidant auparavant dans le village.

## Géographie

### Situation
La section de Halanzy est située à l'extrême sud-est de la province et du royaume. Elle se trouve sur la face sud-ouest de la commune d'Aubange.
Le village est limitrophe au sud et au sud-est du département français de Meurthe-et-Moselle.

#### La section d'Halanzy
En Belgique, une section est normalement définie par les limites des anciennes communes d'avant la fusion de 1977. À cette date, les quatre (anciennes) communes d'Athus, d'Aubange, d'Halanzy et de Rachecourt créèrent donc la « nouvelle » (et actuelle) commune d'Aubange et leurs anciens territoires en devinrent les actuelles sections.
L'actuelle section d'Halanzy se compose de trois localités:
- Halanzy
- Aix-sur-Cloie
- Battincourt

La section d'Halanzy est la plus grande des quatre sections de la commune d'Aubange pour ce qui est de la superficie et se place numéro 3 pour la population avec 3 879 habitants (au 31 janvier 2012), derrière Athus (7 646) et Aubange (4 006).

### Géologie
Le village se trouve en Lorraine belge, aux confins du Bassin parisien, sur la troisième cuesta de Lorraine (bajocienne). Celle-ci est caractérisée par un front raide au sud, couvert de forêts, et une pente douce au nord, avec les ruisseaux ferrugineux de l'Aubée et de la Batte, ce dernier ayant sa source à Battincourt et se jetant dans la Vire, qui coule au nord d'Halanzy (alors que l'Aubée traverse le village).
Le flanc sud est protégé par une couche de calcaire de Longwy qui fut exploité pour la construction. Sous cette couche se trouve un minerai assez pauvre en fer (environ 30 %) : la minette, extraite abondamment lors des XIXe et XXe siècles au profit de l'activité métallurgique et sidérurgique de la région, aujourd'hui révolue.

## Histoire

### Les débuts
Des traces d'une villa attestent d'une présence à l'époque romaine au Fays, sur le versant sud. Il y a aussi des fondations et des restes de foyers qui ont été mis au jour au lieu-dit le Fayt. Ces traces corroborent la tradition qui rapporte qu'un ancien village distinct, comprenant 500 à 600 habitations s'y trouvait
Au IIIe siècle, le village — comme toute la région — est dévasté par une invasion germanique. Les Francs firent de même un peu plus d'un siècle plus tard. Des tombes franques furent découvertes en 1880. Le cœur du village se serait alors établi là où il se trouve actuellement, à proximité d'une autre source.
Halanzy est, depuis 1318, affranchi à la Loi de Beaumont. La destruction des archives locales lors de la Révolution française n'en laisse toutefois aucune trace probante
Au Moyen Âge, un seigneur local règne sur le village. Il est le vassal du châtelain de Longwy, qui dépend du duché de Lorraine puis du comté de Bar. Son "chateau" (qui était probablement une grosse ferme) aurait été situé à l'emplacement de l'actuel terrain de football. Une zone fertile bien qu'humide qui se trouvait toutefois à bonne proximité de la source de l'Aubée.
En 1336, Hugo de Halanzy, instaure une fondation en faveur des pauvres qu'il dédie à Saint Nicolas (autel qui existe encore en l'église de Halanzy).
En 1368, le duc de Bar engage la chatellainerie de Longwy à Wenceslas I, roi de Bohême et duc de Luxembourg, en échange de sa remise en liberté.
En 1371, l’écuyer Arnould d'Halanzy, fils d'Hugo, suit son suzerain Wenceslas de Luxembourg qui s'engage dans la bataille de Baesweiler. Celui-ci est défait et emprisonné. Arnould ne sera libéré qu'en 1374. Un parchemin mentionne qu'Arnould est prévôt de Longwy de 1397 à 1399.
En 1380, Raoul de Sterpigny est mentionné comme collateur de la fondation « familiale » de Saint Nicolas à Halanzy, ce qui laisse penser qu'Arnould n'a pas eu de fils et que sa fille aînée a épousé Raoul de Sterpigny (famille originaire d'Autel).
En 1636, la population est victime de la peste et passe de 350 à 220 habitants.
Le 16 octobre 1717 (certaines sources évoquent plutôt le 28 octobre), un grand incendie détruit toute la partie est du village dont 17 grandes fermes et tua un homme. Seules une quinzaine de maisons restèrent intactes dans la rue de l'église. Les habitants vont ériger un monument commémoratif en 1763, à l'endroit où le feu s'est arrêté. Il est probable que le chateau du XIVe siècle ait été détruit à cette occasion.
Dans la nuit du 26 au 27 décembre 1756, un tremblement de terre secoua le village.
En 1791, c'est à nouveau un important incendie qui détruit de nombreuses habitations et le château-ferme. L'année suivante, le village échappe au choléra, comme l'atteste la chapelle construite non loin du cimetière.

### L'exploitation du fer et la sidérurgie
Pour la première fois en 1733, on trouve trace d'une exploitation du minerai de fer en surface et à faible profondeur (grattage). Il s'agit alors de paysans qui assurent l'extraction à titre complémentaire. Dans un premier temps, cette exploitation vise à alimenter les forges de la région qui bénéficient des forêts avoisinantes comme combustible pour fondre le minerai et de la proximité des rivières. L'exploitation prend progressivement de l'ampleur. L'usine d'Halanzy est créée le 27 janvier 1881. La population double en une vingtaine d'années, dépassant les 2 000 âmes au début de la Première Guerre mondiale.
Après la Seconde Guerre mondiale et la fusion avec l'usine de Musson, les hauts fourneaux — moins performants — ne seront pas rallumés, alors que d'importants investissements dans les usines sidérurgiques de Longwy, Athus ou Dudelange justifient la poursuite et l'intensification de l'extraction qui sera mécanisée, mais la pauvre teneur en fer du minerai, à hauteur de 40 % maximum, en limite l'utilisation aux plus anciennes unités de transformation.

### Période moderne
En 1977, la commune d'Halanzy (qui compte trois sections : Battincourt, Aix-sur-Cloie et Halanzy) est rattachée à celle d'Aubange au cours de la fusion qui s'opère à l'échelle nationale. En 1978, le dernier wagonnet de minerai est extrait du bois haut, à la suite de la fermeture de l'usine d'Athus et à la concurrence du minerai d'importation suédois ou brésilien, beaucoup plus riche en fer et moins couteux à transformer. C'est le début de la crise de la sidérurgie dans le bassin lorrain. Pour le village comme pour l'industrie transfrontalière débute une lente reconversion qui verra la disparition d'une part importante des nombreux bistrots et commerces qui étaient implantés au centre du village, ainsi que la concentration des exploitations agricoles en grands ensembles mécanisés.
Le 6 octobre 1994, deux trains de marchandise se percutent de manière frontale sur la ligne 165, à hauteur du village, lors d'une circulation à voie unique. L'accident fait deux blessés et engendre une lourde pollution.
Au début du XXIe siècle, le principal pourvoyeur d'emploi est le secteur des services (financiers) implanté au Grand-Duché de Luxembourg, dont la frontière n'est distante que d'une dizaine de kilomètres à l'est, joignable directement par la N88.

## Patrimoine
- L'église Saint-Remi[7].
- Le musée de la mine.

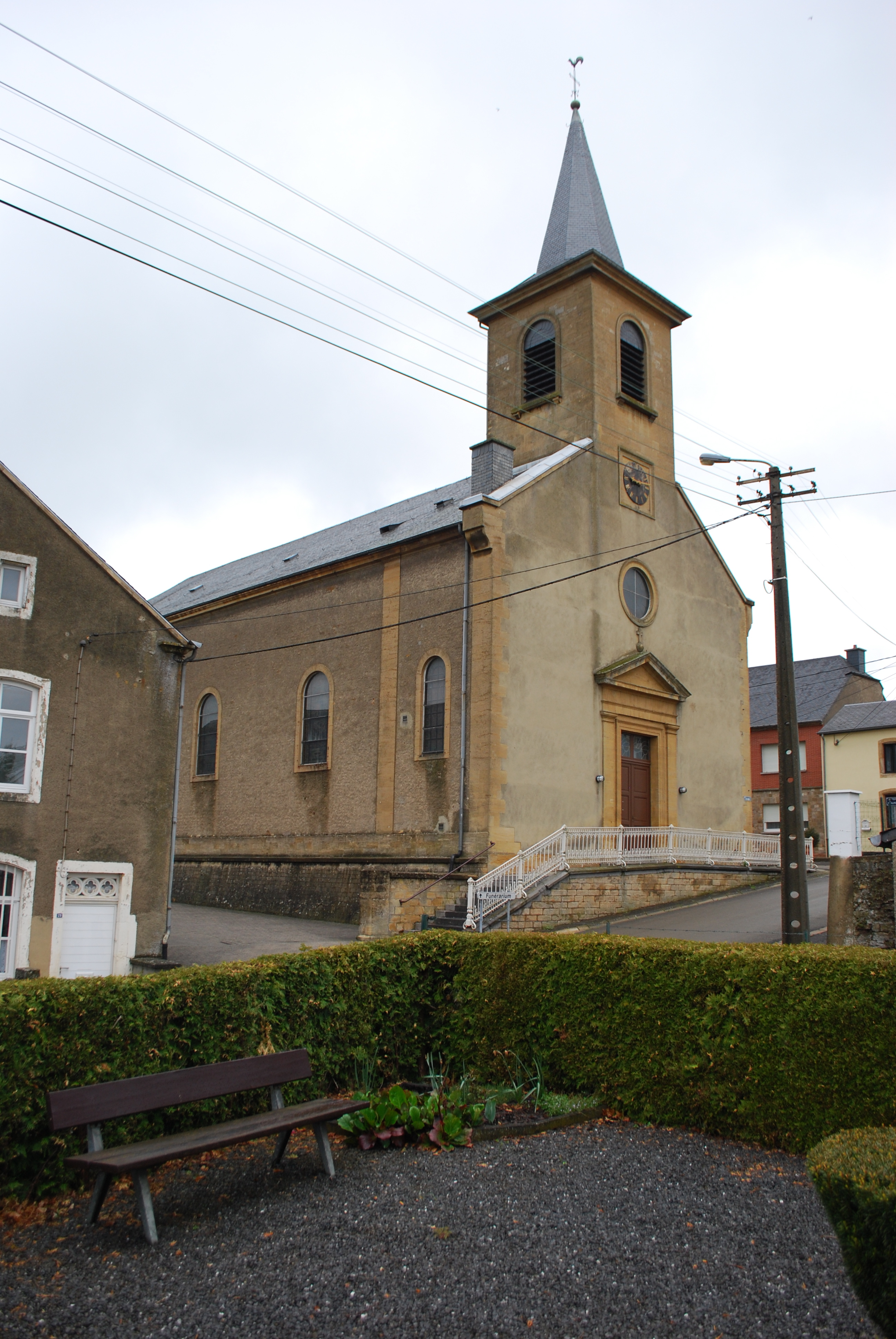
L'église Saint-Remi.

- Le monument aux Morts et sa sculpture, devant l'ancien « hôtel de ville ».

## Vie associative et sport

### Vie associative
L'histoire du village a — comme la plupart des régions industrialisées à l'aube du XXe siècle — polarisé la vie associative de sa population entre le mouvement catholique d'une part et le mouvement socialiste de l'autre, même si cela fut un peu moins marqué que dans le village voisin de Musson ou le même type d'industrialisation a pris place.
Ainsi, le village compte une école libre (réseau catholique) et une école du réseau officiel (ancienne « école de l'état », reprise par la Communauté française lors de la création de cette institution).
On comptait également deux harmonies (sociétés de musique) : l'une, l’Harmonie Royale Saint-Remy (fondée en 1926), apparentée catholique et l'autre, l’Harmonie Royale La Fraternité (fondée en 1877), d'affinité socialiste. En 1999, elles fusionnèrent pour constituer Les Harmonies d'Halanzy qui, en 2010, se classe en division d’honneur au concours de la Fédération musicale du Luxembourg belge et est reconnue comme groupe producteur des Tournées Art et Vie du Ministère de la Communauté française.
Le pilier catholique structure également divers aspects de la vie locale avec des mouvements de jeunesse (l'unité scoute Mixte Guy de Larigaudie (anciennement pour les garçons, devenue mixte) et le Patro Sainte Geneviève pour les filles), les ateliers de réflexion et d'éducation permanente du mouvement vie féminine, le cercle Saint-Rémy et son cinéma (qui fermera début des années 1980) et est toujours épisodiquement utilisé comme salle de fêtes et de culture.
Les associations sportives, notamment le club de football du Royal Cercle Sportif d'Halanzy et le syndicat d'initiative « Amifer » (baptisé ainsi en hommage aux travailleurs de l'usine et aux mineurs de la localité), situé dans la gare de Halanzy et accessible tous les mardis et vendredis soir, n'ont plus cette coloration philosophique.
L'ancienne maison communale héberge une antenne de l'académie de musique d'Arlon ainsi que l'Atelier gaumais, un centre d'expression et de créativité organisant diverses activités artistiques.
Notons aussi les amis du rail d'Halanzy (ARH asbl), qui est un groupement apolitique défendant le rail belge dans l'ensemble de la province de Luxembourg.
Le marché hebdomadaire se déroule sur la Grand-place du village le samedi matin.
L'association Mistral Marathon, collecte des fonds pour la réalisation de rêves d’enfants malades, en province de Luxembourg, active depuis 2011, (organisation d'un marathon dans les rues du village et le long de la batte).
Halanzygaiement, organisation de bénévoles Halanzynois sur la grand place depuis 2002, avec le traditionnel feu d'artifice de la fête nationale.

### Sports
Halanzy compte plusieurs clubs sportifs, parmi lesquels :
- le Tennis Club d'Halanzy ;
- le Royal Cercle Sportif d'Halanzy (football).

## Économie

### Transports

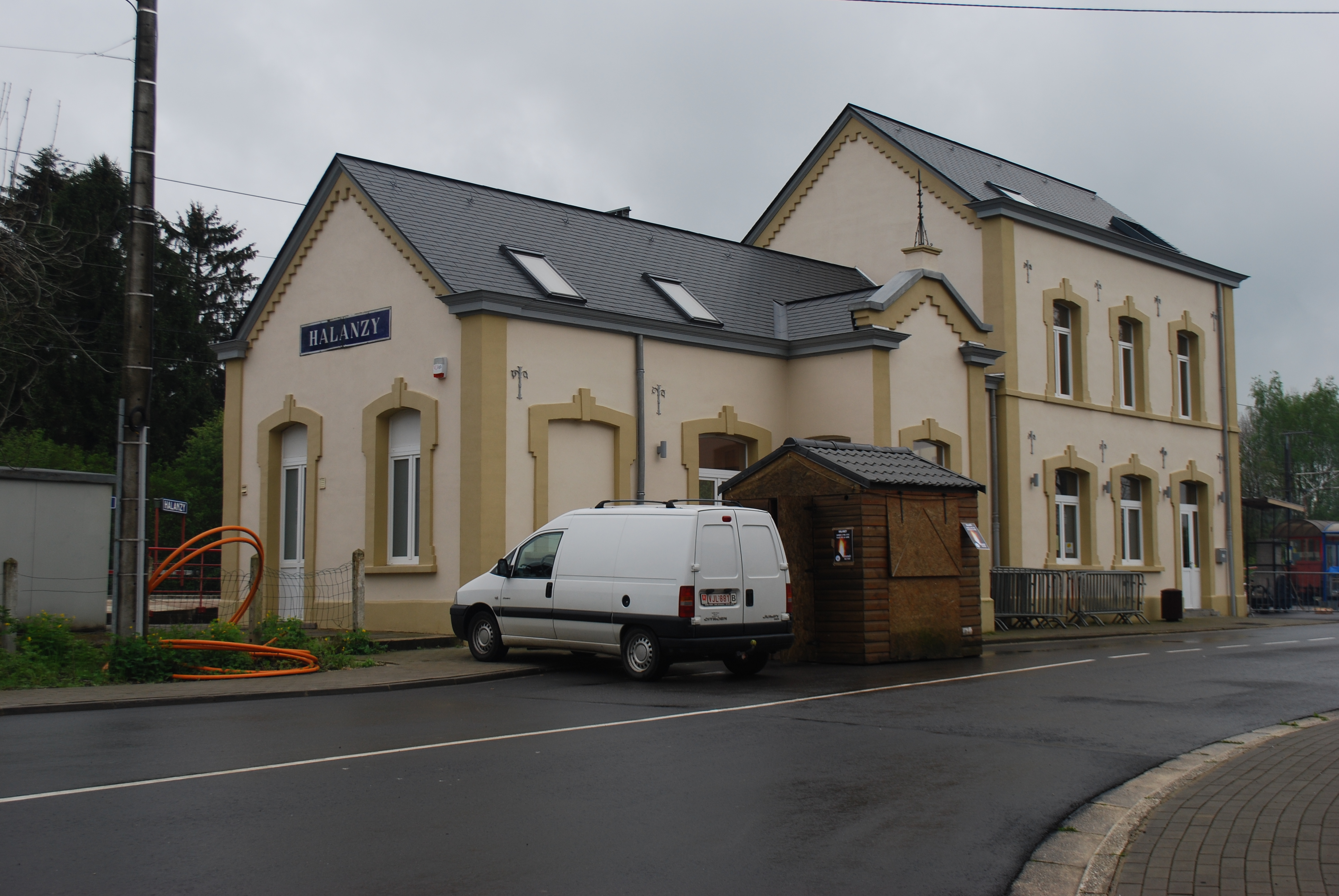
La gare.

#### Route
Le village est traversé d'ouest en est par la route nationale 88 qui le relie à Florenville et Athus.

#### Rail
Sa gare ferroviaire se situe sur la ligne 165 dite aussi « Athus - Meuse ». De celle-ci il est possible de rejoindre la ville de Luxembourg (via Athus) ainsi que Namur ou Bruxelles (via Libramont ou Arlon). Le bâtiment a été acquis en 2005 et rénové par l'administration communale qui en a fait une maison des associations (voir plus haut).

## Galerie de photographies

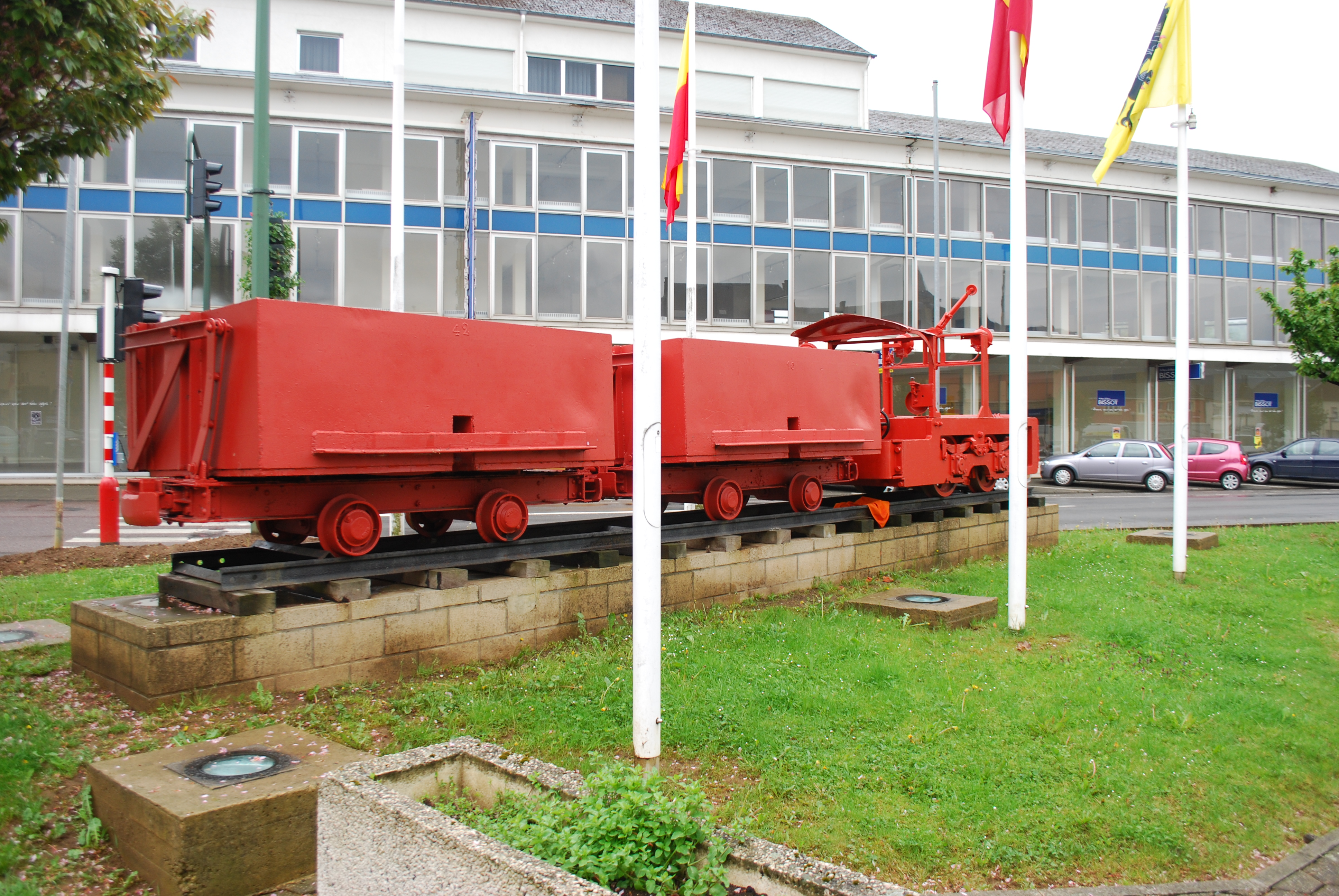
Une des locomotives qui servait à tracter les wagonnets dans la mine, aujourd'hui exposée sur la Grand place.
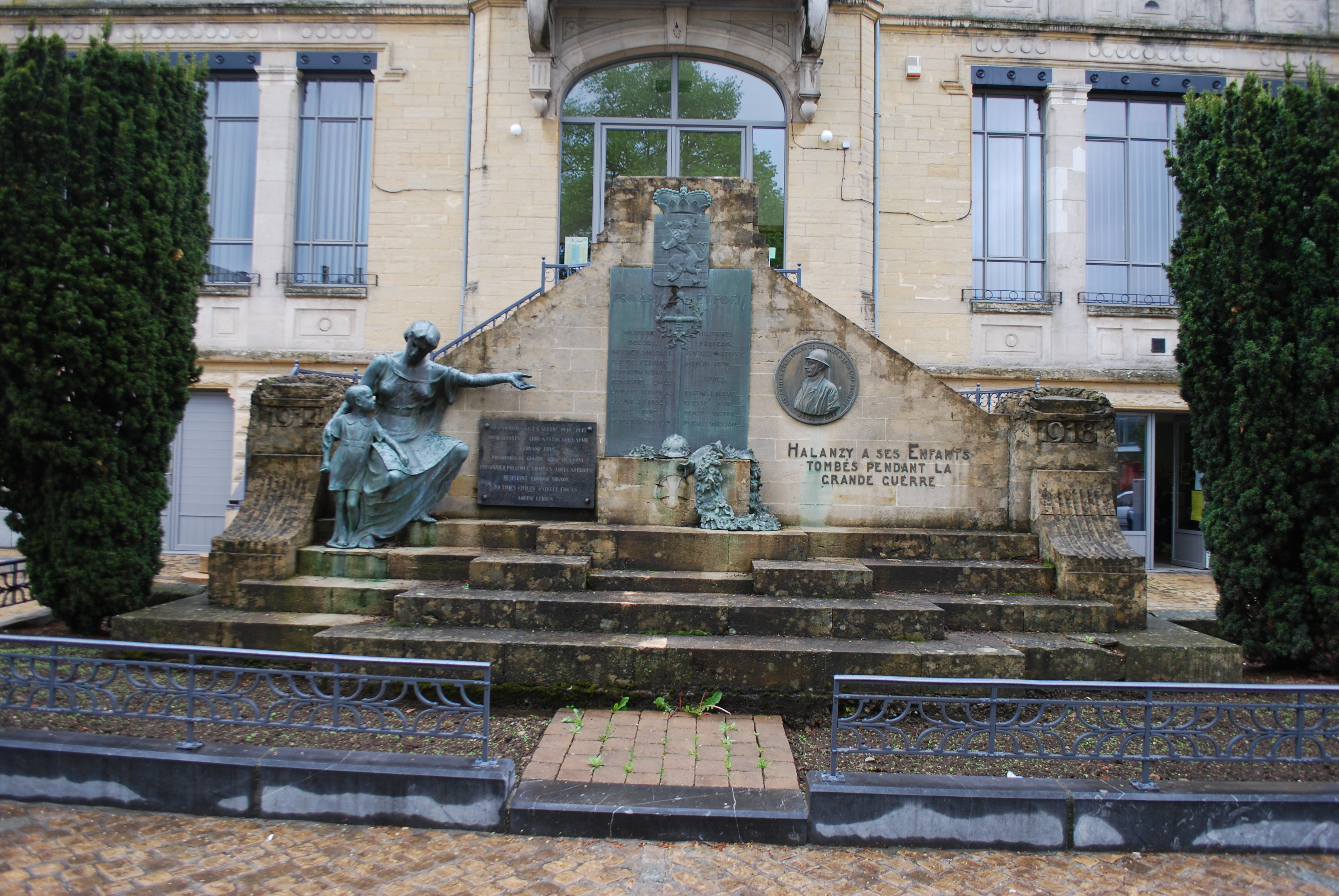
Le monument aux Morts.
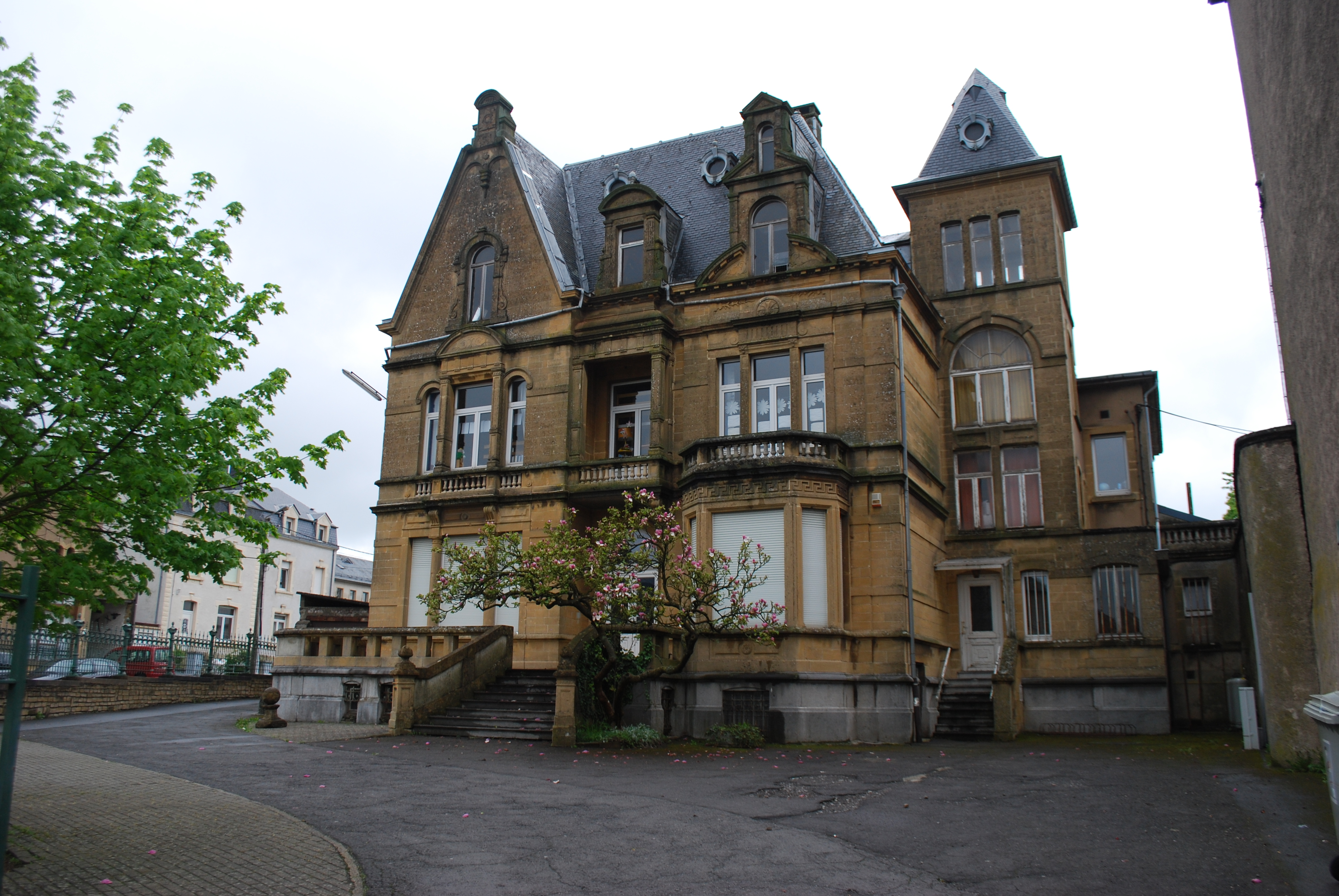
La villa jouxtant la mairie, ancienne demeure du chef de l'usine d'Halanzy.